# 科爾斯斯普林斯 (密西西比州)
科爾斯斯普林斯（英語：Coars Springs）是位於美國密西西比州科派亞縣的鬼鎮。

## 地理
科爾斯斯普林斯所處的海拔為高於海平面107米（即351英呎），而該地所採用的時區為UTC-6，即北美中部時區（CST）。同時該地設有夏令時間，為UTC-6調快一小時，即UTC-5（CDT）。